# Barcarola (Chopin)
Barcarola en fa sostingut major, Op. 60 és una peça per a piano sol de Frédéric Chopin, composta entre la tardor de 1845 i l'estiu de 1846. Va ser publicada el 1846 a Leipzig. Està en la tonalitat de fa sostingut major, i és una obra d'absoluta maduresa tant en el concepte com en la realització. Chopin va treballar en ella amb dificultats i va haver d'abandonar-la en diverses ocasions abans d'acabar-la, però malgrat això és una obra fluida, gràcil i d'extraordinària bellesa.
Escrit en forma de barcarola, es caracteritza per un to radicalment romàntic i lleugerament nostàlgic. La major part de la tècnica de la mà dreta són terceres i sisenes, mentre que la mà esquerra es caracteritza per intervals de, sovint, més d'una octava. Sobre el seu característic ritme de 12/8 l'autor construeix una música que recrea el solcar d'una góndola veneciana, atès que «barcarola» literalment significa «cançó de vaixell». El seu origen prové de les cançons típiques venecianes de les góndoles